# Đô Thành
Đô Thành là một xã thuộc huyện Yên Thành, tỉnh Nghệ An, Việt Nam.
Đã được công nhận xã đạt chuẩn Nông thôn mới vào tháng 12 năm 2014
Xã có diện tích 10,52 km², dân số năm 2014 là 14.560 người, mật độ dân số đạt 1.384 người/km².